# Lawindra (Mazino)
Lawindra is een bestuurslaag in het regentschap Nias Selatan van de provincie Noord-Sumatra, Indonesië. Lawindra telt 527 inwoners (volkstelling 2010).